# Ken Russell
Ken Russell, teljes nevén Henry Kenneth Alfred Russell (Southampton, 1927. július 3. – London, 2011. november 27.) brit rendező, forgatókönyvíró, színész és producer. Az 50-es évek óta foglalkozik filmkészítéssel. Eleinte amatőr filmeket forgatott, majd a BBC-nél készített nagy feltűnést keltett rövidfilmeket. Harmadik egész estés játékfilmje, a Szerelmes asszonyok (1969) tette világhírűvé. Gazdag, esetenként barokkosan túláradó fantáziáról tanúskodó, provokatív alkotások fűződnek a nevéhez. Filmjeinek főszereplői általában olyan emberek, akik modern életfelfogásuk és/vagy tehetségük okán összeütközésbe kerülnek szűkebb környezetükkel, illetve a korral, amelyben élnek. Műveiben foglalkozott a sztárkultusz kérdéseivel is, több híres művészről készített rendhagyó életrajzi filmet.

## Élete

### Út a filmvilágba
Russell Walthamstow-ban tanult. Az iskolát sohasem sikerült megkedvelnie. Amolyan magának való gyerek volt, a nagyanyja házában élt. Legkedvesebb időtöltése a mozi volt: kedvelte a zenés filmeket, de főleg Chaplin és Fritz Lang művészete hatott rá. 1941-ben a Pangbourne College kadétja lett. A fegyelmet nem sikerült megszoknia, idegösszeomlás miatt leszerelték. Felépülése időszakában ismerte és szerette meg a klasszikus zenét, különösen Csajkovszkij muzsikáját. Miután semmi kedvet nem érzett ahhoz, hogy apja cipőüzletében dolgozzon, inkább beállt a légierőhöz. A katonai szolgálat azonban továbbra sem az ő világa volt. Meglepő módon mégis ott ismerkedett meg a balettel, melyet olyannyira megszeretett, hogy leszerelése után balettiskolába ment. Minden szorgalma ellenére sem bizonyult kimagasló tehetségnek, ezért megpróbálkozott a színészettel is. Azzal sem volt szerencséje. Egyetemre ment, ahol a fényképezés iránt támadt fel az érdeklődése, s fényképészként sikerült elismert szakemberré válnia. Innen már csak egy lépés volt, hogy a mozgóképpel is megpróbálkozzon: három amatőr filmet forgatott, melyek megtekintése után a BBC munkát kínált a számára.

### Tévés munkák
A BBC az '50-es évektől kezdve Monitor, illetve Omnibus címmel állandó művészeti műsort sugárzott, s Russell ezekhez az adásokhoz forgatott rövidfilmeket bő egy évtizeden át. Alkotásainak témái főleg a zene és a képzőművészet világából származtak, egy részük híres zeneszerzőket – Szergej Prokofjev, Edward Elgar, Bartók Béla, Claude Debussy – mutatott be, rendhagyó módon. A legendás táncművész, Isadora Duncan élete is megihlette, akárcsak a tragikus sorsú festő, Dante Gabriel Rossetti vagy a francia Henri Rousseau személye. Az Omnibus című műsor számára forgatta a Dance of the Seven Veils (Hétfátyoltánc, 1970) című rövidfilmjét, amely nagy felzúdulást keltett. A mű témája Richard Strauss élete és művészete, melyet Russell a játékfilmjeire jellemző merész, asszociatív képsorok segítségével mutatott be. A rövidfilmet blaszfémiával, pornográfiával és náci propagandával egyaránt megvádolták, a legifjabb Strauss pedig felháborodásában megtiltotta apja zenéjének további felhasználását. A '70-es években sikeres játékfilmrendezői munkássága miatt Russell ritkábban dolgozott a televízió számára, de a '90-es évektől kezdve újra ezt a médiumot részesítette előnyben.

### Az első játékfilmek

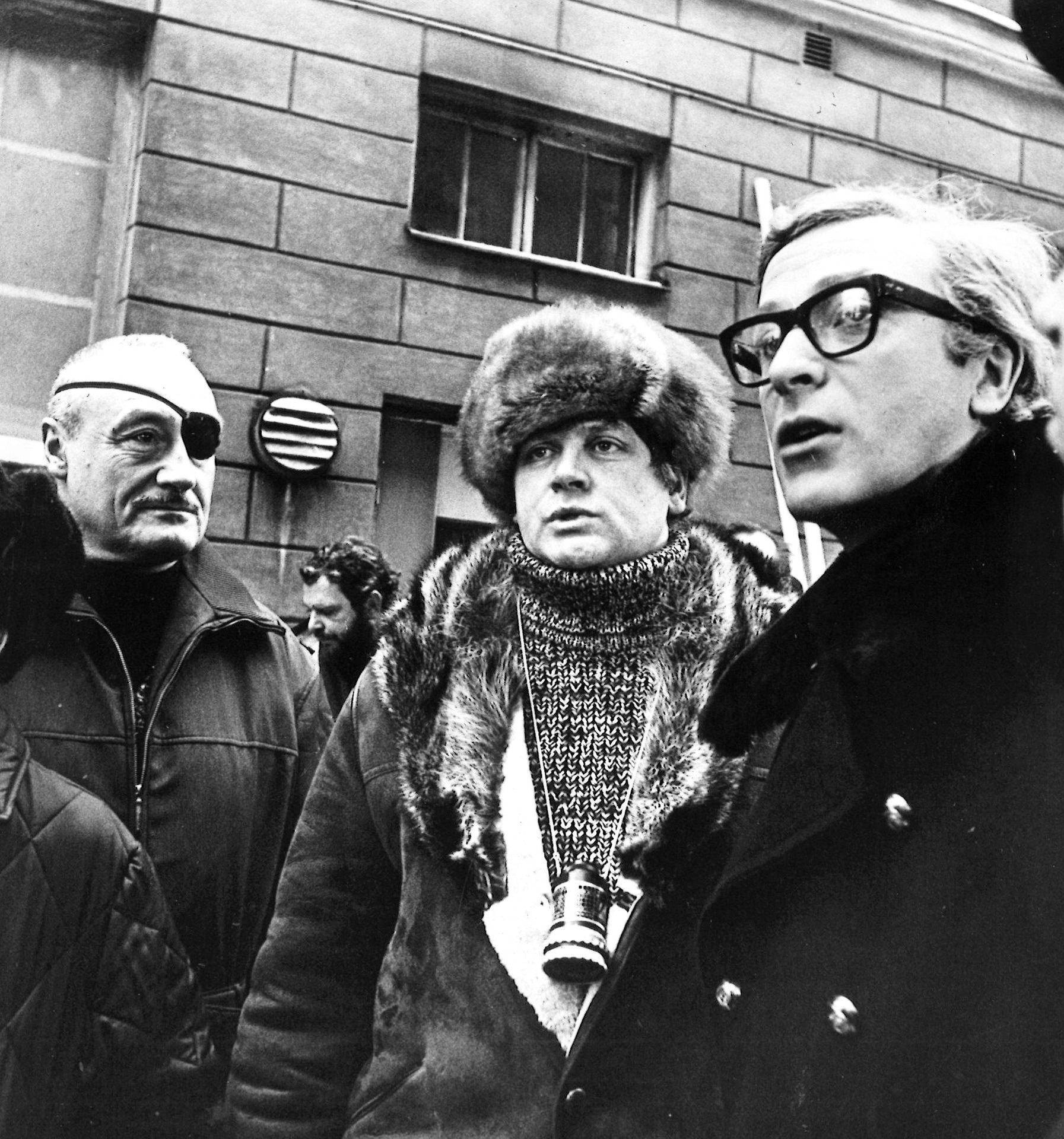
Ken Russell (középen) a Milliárd dolláros agy forgatásán André de Toth producerrel (balra) és Michael Caine-nel (jobbra)

Russell 1964-ben készült első játékfilmjének, a French Dressingnek nem volt különösebb visszhangja. 1967-ben forgatta a Milliárd dolláros agy című alkotását, amely tulajdonképpen egy sorozat harmadik része. A főszereplőt, Harry Palmer ügynököt Michael Caine alakította, akárcsak a széria korábbi két filmjében: Az Ipcress ügyirat (1965), Temetés Berlinben (1966). A kémfilm azonban nem Russell világa volt, noha a megbízást kifogástalanul teljesítette. Harmadik játékfilmje viszont világszerte ismertté tette a nevét. A Szerelmes asszonyok (1969) David Herbert Lawrence egyik ismert regénye alapján készült. A cselekmény két nő és két férfi szenvedélyes kapcsolatának története: Gudrun és Gerald szerelme mélységeken és magasságokon ível át földrajzi értelemben is, hiszen a bányák világából az Alpok csúcsaiig jut el a pár, ahol a havas, hideg táj egymást felemésztő, önpusztító szerelmük kihűlését is szimbolizálja. Ursula és Rupert kapcsolata kiegyensúlyozottabb, simulékonyabban viszonyulnak egymáshoz – ezt a harmóniát Russell a vidéki Anglia megejtő szépségű képeivel is érzékelteti –, ám ők is elég erős egyéniségek ahhoz, hogy a film végén nyitva hagyott sorsuk ne legyen oly könnyen kiszámítható. Különösen érdekes a két férfi karaktere, akik nem is annyira egymás ellentétei, hanem inkább kiegészítik a másikat. Mindketten a „csúcsok”-ra törnek életük minden területén, de amíg Gerald ezt szinte egy faltörő kos módjára teszi, addig Rupertet inkább a kétségei, a kételyei viszik előre. A film híres jelenete kettőjük meztelen birkózása, amely életszemléletük, egyéniségük különbözőségét éppúgy szemléletesen érzékelteti, mint azt a mélyben meghúzódó, lényegében homoerotikus vonzódást, amely kimondatlanul is összeköti őket. A Szerelmes asszonyok főszerepeit négy kiváló színész alakította: Oliver Reed, Glenda Jackson, Alan Bates és Jennie Linden.

### Az angol filmklasszikusok

#### Zenerajongók

Zenerajongók (Richard Chamberlain)

A Zenerajongók (1970) című munkájával Russell folytatta a híres művészek életének rendhagyó bemutatását, immár játékfilmes eszközökkel. Ebben az alkotásában a homoszexuális Csajkovszkij és nimfomániás felesége, Nyina Miljukova tragikus történetét dolgozta fel bravúros módon. Mindjárt a nyitány megadja az alaphangot: a Diótörő zenéjét halljuk, s egy vidám, szinte karneváli forgatagot látunk, melyben megjelenik mindenki, akinek valaha valamilyen formában köze volt a művészhez. Csajkovszkij a valóság problémái (anyagi nehézségek, életvitele miatti botrányok) elől egy fantáziavilágba menekül, melyet önmaga teremt csodálatos muzsikájával. Ebbe a világba a közönség is követni tudja őt: Russell ezt például azzal érzékelteti, hogy a b-moll zongoraverseny előadása közben néhány néző ábrándozását mutatja be. A rendező nyíltan, de a jó ízlés határait egyszer sem átlépve szól Csajkovszkij homoszexualitásáról, amely a vasfüggöny mögött akkoriban tabutéma volt: például a Zenerajongókkal egy időben készült szovjet Csajkovszkij-film más, konzervatívabb megközelítésmódot tükröz, a homoszexualitás szóba sem kerül benne. Russellnél a főszerepet Richard Chamberlain alakította, akiről csak évek múlva derültek ki homoszexuális hajlamai. Nyina szerepében Glenda Jackson nyújtott emlékezetes alakítást. Ennek ellenére a kritikusok egy része szigorú volt a filmhez, és úgy vélték, túljátszott és túlrendezett műről van szó.

#### Ördögök

Ördögök (Oliver Reed)

1971-ben Russell ismét olyan témát dolgozott fel, mely a vasfüggönyön belül korábban már filmszalagra került: a louduni „őrült” apácák történetét Jerzy Kawalerowicz filmesítette meg (Mater Johanna, 1960). A lengyel rendező Jarosław Iwaszkiewicz, angol kollégája pedig Aldous Huxley műve alapján dolgozott. Az Ördögök a 17. század elején játszódik, főhőse, Grandier atya (Oliver Reed) a reneszánsz ember eszményét testesíti meg. A nők rajonganak érte, különösen a zárda púpos, bár szép arcú főnökasszonya (Vanessa Redgrave), akin mind jobban elhatalmasodik a bűnös szenvedély: egyik víziójában például a Jézusként keresztre feszített Grandier atyát látja, aki leszáll a keresztről és átöleli őt, miközben ő maga a férfi véres testét nyalogatja. Loudun függetlenségének védelmében Grandier szembeszáll a nagy hatalmú Richelieu bíboros központosító törekvéseivel: perbe fogják, megkínozzák, majd máglyára küldik, többek között azzal vádolván, hogy az ördöggel cimborál, és valójában ő „őrjítette meg” a zárda apácáit, akik félelmükben rettegett főnöknőjük elhatalmasodó hisztériájának tüneteit produkálják. Grandier atya lényegében egy koncepciós per áldozata lesz, a film tanulságai már csak ezért is túlmutatnak az adott történelmi koron: nem véletlen, hogy a vasfüggönyön belül sokáig tiltott műnek számított. Az Ördögök szerkezete a középkori misztériumjátékok hármas tagozódását követi, s ezt tükrözik a díszletek is, a későbbi jeles rendező, Derek Jarman munkái.

#### Twiggy, Mahler, Liszt, Tommy
Az Ördögök magára Russellre is nyomasztóan hatott, ezért kikapcsolódásként egy egészen más témájú filmet forgatott. A Sandy Wilson-musical alapján készült Twiggy, a sztár főszereplője a szupersovány topmodell, Twiggy. Russell egyrészt magát a musicalt is bemutatja, megidézve olyan hollywoodi klasszikusokat, mint az Óz, a csodák csodája (1939) és az Ének az esőben (1952). Másrészt a musicalt előadó társulatról is megpróbál jellemző portrét rajzolni, ám ennek ellenére érezhető, hogy a téma őt magát sem fogta meg igazán. Sokkal meggyőzőbb volt a The Who együttes rockoperája, a Tommy filmváltozata (1975). Itt ugyanis a téma és a zene egyaránt lehetőséget adott arra, hogy Russell szabadjára engedje alkotói fantáziáját. A megvalósításhoz a The Who tagjain kívül olyan kiválóságok álltak rendelkezésére, mint Eric Clapton, Elton John, Tina Turner, Oliver Reed, Ann-Margret és Jack Nicholson. A cselekmény lényegében a vak és süketnéma főszereplő „evolúciós utazásá”-nak históriája, melynek során Tommy a modern kor kihívásaival (köztük a kábítószer és a szex) szembesül, bálvánnyá válik, ám éppúgy csalódnak benne a követői, ahogyan ő csalódott saját bálványaiban.
Csajkovszkij után Russell két másik zeneszerzőről is rendhagyó életrajzi filmet forgatott: a Mahler (1974), de különösen a Lisztománia (1975) heves vitákat váltott ki. A Mahler Gustav Mahler életét mutatja be három síkon. Az első – a film tulajdonképpeni kerete – a valóság síkja, Mahler utazása Ausztriába. A második a múlt felidézése, Mahler életútja a gyerekkortól a hírnévig. A harmadik sík a fantázia birodalma, amelyben Russell különösen otthonosan mozog, s ezekkel a jelenetekkel részben kibontja, részben ellenpontozza a realitás talaján játszódó eseményeket. Egy rövidke képsorral Russell tiszteleg olasz kollégája, Luchino Visconti előtt is: megidézi a Halál Velencében (1971) azon jelenetét, melyben Aschenbach – kinek modellje éppen Mahler volt – megpillantja a lengyel kamasz fiút, Tadziót, amint kacéran incselkedve lassan forog egy oszlop körül.
A Lisztománia erősen kötődik a Tommyhoz, s ez nem véletlen, hiszen mindkét film 1975-ben készült, továbbá a főszerepeket mindkettőben a The Who énekese, Roger Daltrey alakítja. De a zene is összekapcsolja e műveket, hiszen a Lisztománia majdnem olyan, mint egy rockopera. Itt már szinte nyoma sincs a többé-kevésbé egyenes vonalú cselekményvezetésnek, ami a Zenerajongókban és valamelyest még a Mahlerben is megvolt. A Lisztománia utalásainak, képi szimbólumainak megfejtéséhez oly mértékű műveltséganyag szükséges, mellyel a nézők jelentős része nem rendelkezik. Így például a filmben Richard Wagnert mint vámpírt látjuk, aki ki akarja szívni Liszt vérét, majd a Wagner által teremtett Frankenstein-Hitlert látjuk masírozni Berlin utcáin géppuskára emlékeztető gitárjával, s ezt a rémalakot Liszt a zenéjével próbálja elpusztítani. (E képsor értelmezéséhez többek között nem árt tudni, hogy Wagner Liszt lányát, Cosimát vette feleségül, illetve Hitler nagy rajongója volt Wagner művészetének, mintegy saját embereszményének előképét látva a wagneri hősökben.) Már ennyiből is látszik, hogy Russell merőben más utakon járt, mint a Liszt életét szovjet–magyar koprodukcióban feldolgozó Keleti Márton (Szerelmi álmok, 1970).

### Az amerikai filmklasszikusok
A három zeneszerzőről szóló játékfilmekben fontos motívum volt a sztárkultusz kérdése: ez leginkább a Lisztomániában volt tetten érhető, melyet rockoperai jellege és Roger Daltrey személye egyértelműen a modern sztárvilághoz kapcsolt. Még inkább előtérbe került ez a téma a Valentino (1977) című angol–amerikai koprodukcióban, amely a híres filmsztár, Rudolph Valentino életét dolgozta fel, helyenként egy Valentino-film stílusában. A történet a sztár temetésével kezdődik, mely szokatlan tömeghisztériát váltott ki a maga idejében. Az eseményen jelen vannak Valentino életének fontos szereplői, s a sztár karrierje az ő visszaemlékezéseiken keresztül idéződik fel. Miközben a férfi nők százezreinek bálványa lesz, kifinomult stílusa miatt homoszexualitás gyanújába keveredik. A főszerepre Russellnek a legendás szovjet emigráns balettművészt, Rudolf Nurejevet sikerült megnyernie.
A Lisztománia és a Valentino kereskedelmi kudarca miatt Russell kénytelen volt felhagyni az életrajzi filmek készítésével, s újabb munkát is nehezebben kapott. Végül Arthur Penn helyére lépett, hogy az Egyesült Államokban elkészítse a Változó állapotok (1980) című filmet, amely egy önmagával kísérletező tudós történetét mondja el. A horrorelemeket sem nélkülöző alkotásban a főszereplő – a rockopera Tommyjához hasonlóan – egy evolúciós utazás részese lesz, melynek során feltárulnak a gyermekkorától eredeztethető szorongásai és félelmei. A gyártó stúdió kikötötte, hogy Russell nem változtathat a forgatókönyvön, nagy szabadságot kapott viszont az álomjelenetek rendezésében.
A Szenvedélyes bűnök (1984) hősnője kettős életet él: nappal sikeres divattervező, éjszaka pedig China Blue néven minden igényt kielégítő luxusprostituált (Kathleen Turner alakítja). A másik főszereplő, Bobby megbízást kap a nő megfigyelésére, akit munkaadója azzal gyanúsít, hogy alkalmazottja talán a konkurenciának dolgozik. Bobby előtt feltárul a nő kettős élete, miközben a néző az ő unalmas, nyárspolgári életébe is betekintést nyer. China Blue Luis Buñuel filmje, A nap szépe (1967) hősnőjével rokon: egyikőjük sem kényszerből vállalja a prostitúciót, mindketten inkább titkos vágyaikat kívánják kiélni, egyúttal szabadulni szeretnének a polgári lét konszolidált unalmából, s az ezzel együtt járó sztereotip női szerepkörtől. Az Anthony Perkins játszotta bomlott elméjű pap és China Blue karakterein keresztül Russell a szexualitás és a vallás összefüggéseinek általa olyannyira kedvelt témáját is újfent elemzés tárgyává tehette.

### Russell alkonya?
Russell a '80-as évek második felétől ismét hazájában dolgozott, ám ekkoriban készült műveit már nem szokták legjelentősebb alkotásai között emlegetni. A Gótika, avagy a szellem éjszakája (1986) egy gótikus rémregény stílusában azt az emlékezetes éjszakát idézi fel, amely Mary Shelley-t a Frankenstein, Polidori doktort pedig A vámpír megírására ihlette. Mellettük azonban az igazi főszereplő a kor híres-hírhedt alakja, Lord Byron és barátja, a költő Percy Bysshe Shelley. Noha a kritika nem volt túl lelkes, a Gótika, avagy a szellem éjszakája hatását mi sem bizonyítja jobban, hogy a következő néhány évben 3 másik film is ugyanezt a témát dolgozta fel. A gótikus rémregényeknél maradva Russell elkészítette Bram Stoker utolsó művének modernizált filmváltozatát, A fehér féreg búvóhelyét (1988) is. Ezután Oscar Wilde ihletésére forgatott egy érdekes alkotást: Salome utolsó tánca kerettörténete, hogy a neves író megtekinti egyik műve, a Salome előadását egy bordélyban, s a színjáték során elmosódnak a határok a színpadi cselekmény és az író életének motívumai között. Russell közel két évtized után e filmben dolgozott együtt újra Glenda Jacksonnal, akit a Szivárvány (1989) főszerepére is szerződtetett. Ez ismét egy D. H. Lawrence-mű adaptációja volt, tulajdonképpen a Szerelmes asszonyok előzménye, s a filmváltozatban Jackson az általa 20 éve eljátszott szereplő anyját formálta meg. A prosti (1991) megtörtént eset alapján készült. Russell egyik motivációja a forgatásra az volt, hogy a hollywoodi világsiker, a Micsoda nő! (1990) hazug, rózsaszín álomvilága helyett valós képet adjon a prostituáltak kiszolgáltatottságáról.

### Vissza a televízióhoz
A '90-es években Russell ismét a televízió számára dolgozott: ő „szelídült-e” meg vagy a közönség lett edzettebb, mindenesetre ezek a munkái már nem kavartak akkora hullámokat, mint régebbi filmjei. A Prisoner of Honorban (1991) hosszabb szünet után ismét régi pártfogoltjával, Oliver Reeddel dolgozott, ezúttal utoljára. A Lady Chatterley (1993) D. H. Lawrence hírhedt regényének, a Lady Chatterley szeretőjének adaptációja volt kétrészes film (Angliában négyrészes sorozat) formájában. A forgatókönyv elkészítésében Russell is részt vállalt. A forgatókönyvírók felhasználták Lawrence regényének korábbi változatait is, mert Russell megítélése szerint Lawrence bizonyos motívumokat azokban jobban kidolgozott. A mágus (1996) című munkája a magyar származású parafenomén, Uri Geller életének története.

## Érdekességek és tervek
Ken Russell 1989-ben adta ki életrajzát A British Picture: An Autobiography címmel. Ugyanebben az évben videóklipet forgatott a Pandora’s Box (nem tévesztendő össze az azonos nevű magyar együttessel!) számára. 1990-ben kisebb szerepet játszott az Oroszország ház című thrillerben. 2002-ben hihetetlenül alacsony költségvetés mellett, videóra forgatta a The Fall of the Louse of Usher című filmjét. Várhatóan 2007-ben mutatják be világszerte a Trapped Ashes című horror témájú produkciót, melynek egyik epizódját ugyancsak ő rendezte. The Pearl of the Orient és Kings X címmel további két filmtervet is dédelget, ám előttük valószínűleg a Moll Flanders fog megvalósulni, amely már előkészületi fázisban van.

## Magánélet
Russell négyszer nősült. Első felesége, Shirley Russell jelmeztervező volt, harmadik neje, Hetty Baynes színésznő. Mindkét asszony – hivatásának megfelelően – közreműködött Russell néhány filmjének elkészítésében. A rendező első házasságából öt gyermek született.

## Ismertebb alkotásai

### Tévéfilmek, rövidfilmek
- 1956: Knights on Bikes (befejezetlen)
- 1956: Peepshow
- 1957: Amelia and the Angel
- 1958: Lourdes
- 1959: Gordon Jacob
- 1959: Guitar Craze
- 1959: Poet's London
- 1959: Portrait of a Goon
- 1959: Scottish Painters
- 1959: Variations on a Mechanical Theme
- 1960: A House in Bayswater
- 1960: Architecture of Entertainment
- 1960: Cranko at Work
- 1960: Marie Rambert Remembers
- 1960: Shelagh Delaney′s Salford
- 1960: The Light Fantastic
- 1960: The Miner′s Picnic
- 1961: Antonio Gaudi
- 1961: London Moods
- 1961: Old Battersea House
- 1961: Prokofiev
- 1962: Elgar
- 1962: Lotte Lenya Sings Kurt Weill
- 1962: Mr. Chesher’s Traction Engines
- 1962: Pop Goes the Easel
- 1962: Preservation Man
- 1963: Watch the Birdie
- 1964: Bartok
- 1964: Diary of a Nobody
- 1964: Lonely Shore
- 1964: The Dotty World of James Lloyd
- 1965: Always on Sunday
- 1965: The Debussy Film
- 1966: Don’t Shoot the Composer
- 1966: Isadora Duncan, the Biggest Dancer in the World
- 1967–1970: Omnibus (tévésorozat, a Dance of the Seven Veils, a Song of Summer és a Dante's Inferno című epizódok)
- 1978: Clouds of Glory: The Rime of the Ancient Mariner
- 1978: Clouds of Glory: William and Dorothy
- 1983: The Planets
- 1986: Ralph Vaughan Williams
- 1989: A British Picture
- 1989: Méphistophélès
- 1990: The Strange Affliction of Anton Bruckner
- 1990: Women and Men: Stories of Seduction
- 1991: Prisoner of Honor
- 1991: Road to Mandalay
- 1992: Andrew Lloyd Webber: The Premiere Collection Encore
- 1992: The Secret Life of Arnold Bax
- 1993: Lady Chatterley (Lady Chatterley) kétrészes tévéfilm
- 1993: The Insatiable Mrs. Kirsch
- 1993: The Mystery of Dr Martinu
- 1995: Alice in Russialand
- 1995: Classic Widows
- 1995: Kincses sziget (Treasure Island)
- 1996: A mágus (Mindbender)
- 1996: Erotikus mesék (Tales of Erotica, a The Insatiable Mrs. Kirsch című epizód)
- 1997: Ken Russell ’In Search of the English Folk Song’
- 1998: Kutyakölykök (Dogboys)
- 2000: Lion’s Mouth
- 2002: Elgar: Fantasy of a Composer on a Bicycle
- 2004: Revenge of the Elephant Man
- 2006: Sarah Brightman: Diva (a The Phantom of the Opera és a Wishing You Were Somehow Here Again című videóklipek)

### Játékfilmek
- 1964: French Dressing
- 1967: Egymilliárd dolláros agy (Billion Dollar Brain)
- 1969: Szerelmes asszonyok (Women in Love)
- 1970: Zenerajongók (The Music Lovers)
- 1971: Ördögök (The Devils)
- 1971: Twiggy, a sztár (The Boy Friend)
- 1972: Barbár Messiás (Savage Messiah)
- 1974: Gustav Mahler utolsó napjai
- 1975: Lisztománia (Lisztomania)
- 1975: Tommy
- 1977: Valentino
- 1980: Változó állapotok (Altered States)
- 1984: Szenvedélyes bűnök (Crimes of Passion)
- 1986: Gótika, avagy a szellem éjszakája (Gothic)
- 1987: Ária (Aria, a Nessun dorma című epizód)
- 1988: A fehér féreg búvóhelye (The Lair of the White Worm)
- 1988: Salome utolsó tánca (Salome's Last Dance)
- 1989: Szivárvány (The Rainbow)
- 1991: A prosti (Whore)
- 2002: The Fall of the Louse of Usher
- 2006: Trapped Ashes
- 2009: Moll Flanders

## Fontosabb díjak és jelölések

### Oscar-díj
- 1971 jelölés Szerelmes asszonyok, legjobb rendező

### Golden Globe-díj
- 1971 jelölés Szerelmes asszonyok, legjobb rendező

### BAFTA-díj
- 1970 jelölés Szerelmes asszonyok, legjobb rendező
- 1971 jelölés Omnibus (a Dance of the Seven Veils című epizód), legjobb különleges produkció (BAFTA tv-díj)

### Ezüst Szalag díj
- 1972 díj Ördögök, legjobb rendező (külföldi film)

### Szaturnusz-díj
- 1981 jelölés Változó állapotok, legjobb rendező

### Cannes-i filmfesztivál
- 1974 díj Mahler (legjobb technikai megvalósítás)
- 1974 Arany Pálma-jelölés Mahler
- 1987 Arany Pálma-jelölés Ária (jelölve még a társrendezők: Robert Altman, Bruce Beresford, Bill Bryden, Jean-Luc Godard, Derek Jarman, Franc Roddam, Nicolas Roeg, Charles Sturridge, Julien Temple)